# Гук (музика)
Гук або гак (англ. hook — гак, гачок, зачіпка) — частина пісні або композиції, яка будь-яким чином виділяється і особливо подобається слухачеві, «чіпляє» його. Цей термін найчастіше застосовують по відношенню до поп, рок та танцювальної музики. Найчастіше в даних жанрах гук виявляється в приспіві.
Переважно гук буває або мелодійний, або ритмічний, і часто він взаємодіє з мотивом пісні, створюючи певний настрій. Мелодичний гук можна охарактеризувати свого роду «стрибками» в тональності; при цьому складно сказати, завдяки чому конкретно пісня стає такою, що запам'ятовується. Ритмічний гук запам'ятовується завдяки синкопуванню та іншим технікам, але існують приклади гука, в яких ритм-секція достатньо прямолінійна.